# Ali Carter
Ali Carter, cuyo nombre completo es Allister Carter (Colchester, Inglaterra, 25 de julio de 1979), es un jugador de snooker británico. Ha ganado seis torneos de ranking.
Su carrera profesional arrancó en 1996. Atesora cinco trofeos y, asimismo, ha llegado en dos ocasiones a la final del Campeonato Mundial, en 2008 y 2012, si bien en ambas cayó derrotado frente a Ronnie O'Sullivan. Apodado «el Capitán», ha logrado dos veces el break máximo de 147.
Su carrera deportiva ha estado marcada, en parte, por sus problemas de salud. Aquejado de Crohn desde el año 2003, en 2013 tuvo que superar un cáncer testicular. Habiéndose recuperado, en 2014 le diagnosticaron cáncer de pulmón, que le obligó a someterse a varias sesiones de quimioterapia. La temporada 2014-15 se la perdió por el tratamiento al que tuvo que someterse para hacer frente a una recaída. Regresó en la 2015-16 imponiéndose en el torneo nombrado en honor de Paul Hunter, un jugador que falleció precisamente de cáncer en 2006.

## Finales

### Finales de torneos de ranking: 9 (4 títulos, 5 subcampeonatos)
| Leyenda                          |
| Campeonato Mundial (0–2)         |
| Campeonato del Reino Unido (0–0) |
| Otros (4–3)                      |

| Clasificación | N.º | Año  | Campeonato                        | Rival en la final | Resultado |
| ------------- | --- | ---- | --------------------------------- | ----------------- | --------- |
| Subcampeón    | 1.  | 2008 | Campeonato Mundial de Snooker     | Ronnie O'Sullivan | 8–18      |
| Campeón       | 1.  | 2009 | Abierto de Gales                  | Joe Swail         | 9–5       |
| Subcampeón    | 2.  | 2010 | Abierto de Gales (2)              | John Higgins      | 4–9       |
| Campeón       | 2.  | 2010 | Masters de Shanghái               | Jamie Burnett     | 10–7      |
| Subcampeón    | 3.  | 2012 | Campeonato Mundial de Snooker (2) | Ronnie O'Sullivan | 11–18     |
| Campeón       | 3.  | 2013 | Masters de Alemania               | Marco Fu          | 9–6       |
| Campeón       | 4.  | 2016 | World Open                        | Joe Perry         | 10–8      |
| Subcampeón    | 4.  | 2017 | Masters de Alemania (2)           | Anthony Hamilton  | 6–9       |
| Subcampeón    | 5.  | 2019 | World Grand Prix                  | Judd Trump        | 6–10      |

| Clasificación | N.º | Año  | Campeonato          | Rival en la final | Resultado |
| ------------- | --- | ---- | ------------------- | ----------------- | --------- |
| Campeón       | 1.  | 2015 | Paul Hunter Classic | Shaun Murphy      | 4–3       |

### Finales de torneos fuera de ranking: 7 (3 títulos, 4 subcampeonatos)
| Leyenda                   |
| Masters (0–1)             |
| Torneo de campeones (0–0) |
| Otros (3–3)               |

| Clasificación | N.º | Año  | Campeonato               | Rival en la final | Resultado |
| ------------- | --- | ---- | ------------------------ | ----------------- | --------- |
| Campeón       | 1.  | 1999 | Masters Qualifying Event | Simon Bedford     | 9–4       |
| Subcampeón    | 1.  | 2005 | Masters Qualifying Event | Stuart Bingham    | 3–6       |
| Campeón       | 2.  | 2008 | Huangshan Cup            | Marco Fu          | 5–3       |
| Subcampeón    | 2.  | 2011 | Wuxi Classic             | Mark Selby        | 7–9       |
| Subcampeón    | 3.  | 2013 | Championship League      | Martin Gould      | 2–3       |
| Campeón       | 3.  | 2014 | General Cup              | Shaun Murphy      | 7–6       |
| Subcampeón    | 4.  | 2020 | The Masters              | Stuart Bingham    | 8–10      |
| Subcampeón    | 5.  | 2024 | The Masters              | Ronnie O'Sullivan | 7–10      |

| Clasificación | N.º | Año  | Campeonato       | Rival en la final | Resultado |
| ------------- | --- | ---- | ---------------- | ----------------- | --------- |
| Subcampeón    | 1.  | 2017 | Juegos Mundiales | Kyren Wilson      | 2–3       |